# Me! Me! Me!
Me! Me! Me! (estilizado como ME! ME! ME!) é o primeiro álbum de estúdio do artista nipo-americano Joe Inoue, originalmente lançado em uma versão padrão e uma edição limitada contendo um DVD de vídeos musicais em 8 de abril de 2009. Me! Me! Me! atingiu a posição 86 nas paradas da Oricon semanal, permanecendo lá por apenas uma semana. Tal como acontece com todas as músicas de Inoue, ele mistura, organiza e executa todas as faixas.

## Lista de Músicas
1. "Closer (Versão Original)" – 3:24
2. "Reiji (Twenty Four)" (零時～TWENTY FOUR～?, "Midnight (Twenty Four)") – 2:32
3. "Maboroshi" – 4:39
4. "Party Night (Odoritari Night)" – 2:48
5. "Into Oblivion" – 3:06
6. "One Man Band (Versão Sinfônica)" – 3:35
7. "Hitomi (He Told Me)" (瞳～HE TOLD ME～?, "Eyes (He Told Me)") – 3:11
8. "Hannah" – 3:26
9. "Gravity" (Versão Sunset.)" – 3:06
10. "Kuruma" (車?, "Car") – 2:51
11. "Afterglow" – 2:40
12. "Haru" (春?, "Spring") – 3:09
13. "Hello! (Album Mix)" – 3:45

## DVD (Edição Limitada)
- "Nowhere" (Vídeo musical)
- "Hummingbird" (Vídeo musical)
- "Hello!" (Vídeo musical)
- "Closer" (Vídeo musical)
- "Maboroshi" (Vídeo musical)
- Inoue Joe - Documentário do Artista
- Joe TV com Vídeos musicais